# Верховинское сельское поселение
Верховинское сельское поселение — муниципальное образование в составе Юрьянского района Кировской области России.
Центр — село Верховино.

## История
Верховинское сельское поселение образовано 1 января 2006 года согласно Закону Кировской области от 07.12.2004 № 284-ЗО.

## Население
| 2010 | 2012  | 2013  | 2014  | 2015 | 2016 | 2017 |
| ---- | ----- | ----- | ----- | ---- | ---- | ---- |
| 1119 | ↘1080 | →1080 | ↘1033 | ↘990 | ↘941 | ↘897 |
| 2018 | 2019  | 2020  | 2021  |      |      |      |
| ↘859 | ↘837  | ↘799  | ↘734  |      |      |      |

## Известные жители связанные с поселением

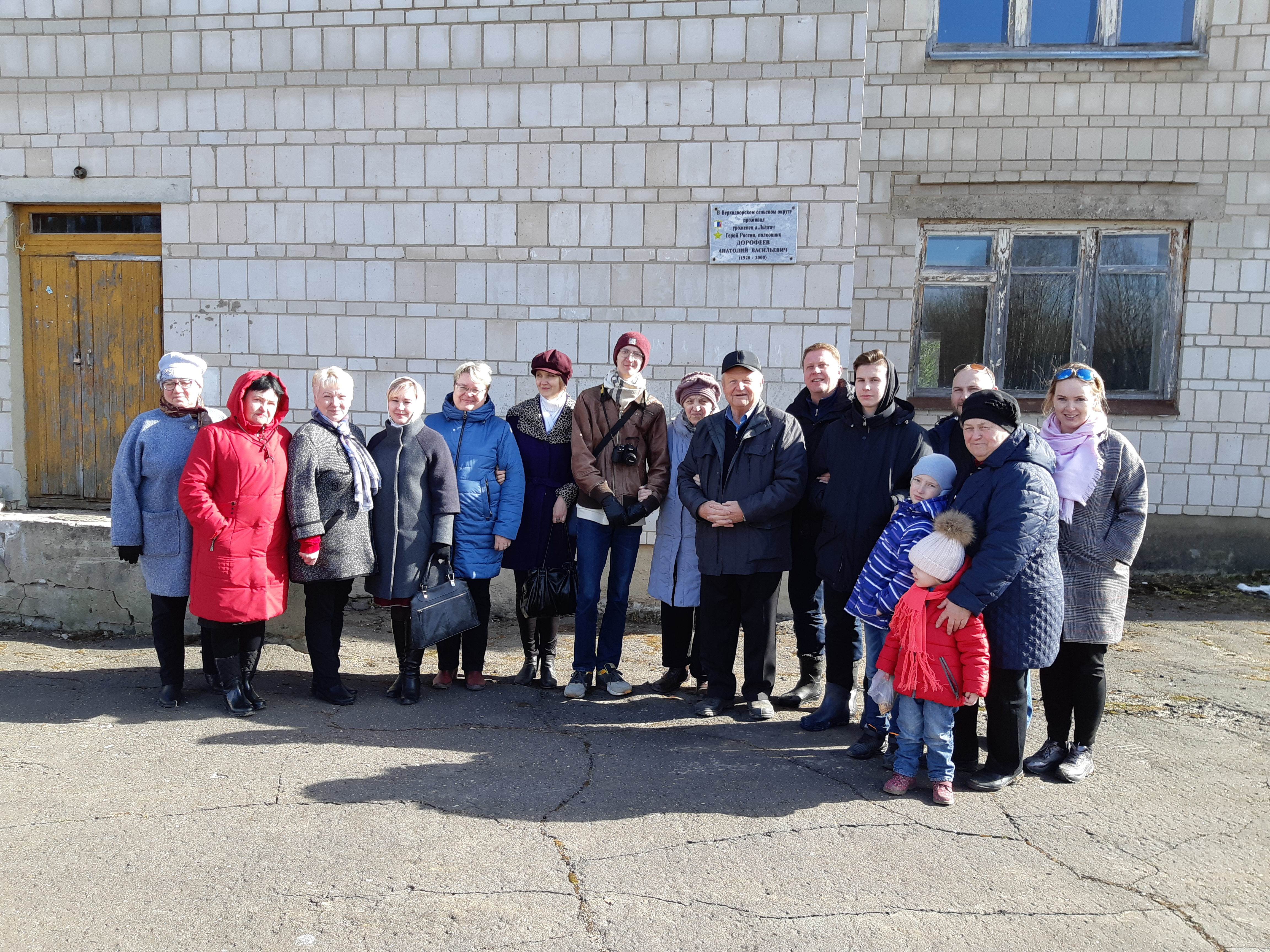
Школа. У памятной доски Герою России Дорофееву А. В. 29.04.2019

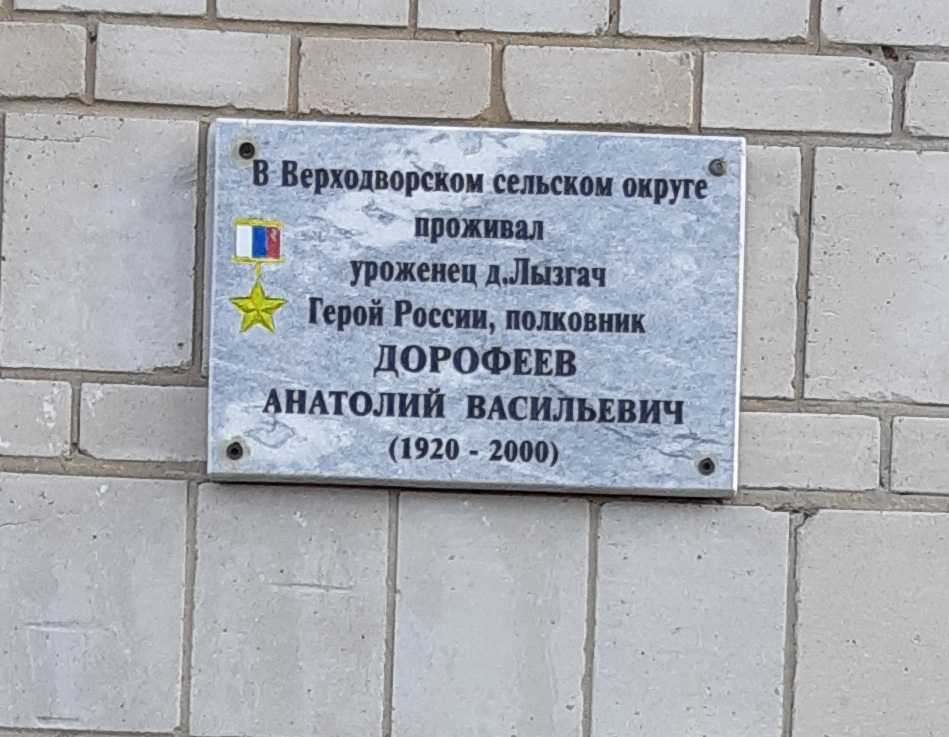
Памятная доска Герою России Дорофееву А. В.в Верходворье. 2019 г.

- Бакин, Виктор Семёнович (род. 1 ноября 1957) — русский советский и российский писатель, журналист. Член Союза журналистов России (1984), член Союза писателей России (2003). Жил на разъезде Мосинском Юрьянского района[13].
- Васенин, Николай Максимович (1919—2014) — кавалер ордена Почётного легиона (Франция), участник французского Движения Сопротивления, родился в селе Пышак Юрьянского района.
- Дорофеев, Анатолий Васильевич[14] (25.03.1920—22.02.2000) — Герой Российской Федерации, родился в деревне Лызгач Юрьянского района
- Хвастанцев Михаил Поликарпович — исполняющий обязанности командира огневого взвода 43-го гвардейского артиллерийского полка 15-й гвардейской стрелковой дивизии 57-й армии, гвардии сержант. Герой Советского Союза. Родился 11 ноября 1919 года в деревне Михоньки[К 1]

## Состав сельского поселения
| №  | Населённый пункт | Тип населённого пункта       | Население |
| -- | ---------------- | ---------------------------- | --------- |
| 1  | Богомоловы       | деревня                      | 0         |
| 2  | Великая          | станция                      | 173       |
| 3  | Верховино        | село, административный центр | 454       |
| 4  | Верходворье      | село                         | 157       |
| 5  | Высокораменье    | деревня                      | 4         |
| 6  | Головни          | деревня                      | 4         |
| 7  | Дрягуны          | деревня                      | 2         |
| 8  | Евля             | починок                      | 0         |
| 9  | Мосинский        | железнодорожный разъезд      | 2         |
| 10 | Заимка           | деревня                      | 0         |
| 11 | Кибра            | деревня                      | 2         |
| 12 | Логинцы          | деревня                      | 0         |
| 13 | Лызгач           | деревня                      | 8         |
| 14 | Марочканы        | деревня                      | 0         |
| 15 | Мерзляки         | деревня                      | 0         |
| 16 | Михоничи         | деревня                      | 13        |
| 17 | Мосинский        | посёлок                      | 69        |
| 18 | Пожарское        | деревня                      | 0         |
| 19 | Поломоховщина    | деревня                      | 2         |
| 20 | Пышак            | село                         | 129       |
| 21 | Салковица        | деревня                      | 4         |
| 22 | Серегово         | деревня                      | 0         |
| 23 | Середина         | деревня                      | 6         |
| 24 | Сержантовы       | деревня                      | 0         |
| 25 | Скутины          | деревня                      | 1         |
| 26 | Сусловы          | деревня                      | 56        |
| 27 | Таланники        | деревня                      | 0         |
| 28 | Темерево         | деревня                      | 24        |
| 29 | Хлысталово       | деревня                      | 0         |
| 30 | Цепели           | деревня                      | 0         |
| 31 | Шараповы         | деревня                      | 2         |

### Комментарии
1. ↑  Деревня Михоньки, относившаяся к Верховской, в 1920-е годы — к Гороховской волости Орловского уезда, в последующем входила в состав Больше-Скопинского сельсовета Верховинского района, затем — Высоковского сельсовета в Юрьянском районе Кировской области; упразднена 25.10.1983[15].